# 26. februar
26. februar je 57. dan leta v gregorijanskem koledarju. Ostaja še 308 dni (309 v prestopnih letih). Leta 2002 je bila ustanovljena slovenska Wikipedija.

## Dogodki
- 1522 – Hernán Cortés da obesiti Cuauhtémoca
- 1658 – Švedska in Danska podpišeta mir v Roskildu, s katerim Švedska dobi današnjo južno Švedsko, Bornholm in Trondheim
- 1815 – Napoleon zapusti Elbo
- 1909 – Osmansko cesarstvo prizna avstrijsko aneksijo Bosne in Hercegovine
- 1917 – Original Dixieland Jass Band v New Yorku za Victor Talking Machine Company posname prvo jazzovsko ploščo
- 1935 – Robert Watson-Watt predstavi radar
- 1936 – vojaški udar na Japonskem
- 1941 – britanske afriške kolonialne enote zavzamejo Mogadiš
- 1952 – Združeno kraljestvo sporoči, da poseduje jedrsko orožje
- 1977 – poleti prvi raketoplan
- 1980 – Izrael in Egipt vzpostavita diplomatske odnose
- 1992 – Ministrstvo za notranje zadeve Republike Slovenije iz registra stalnih prebivalcev izbriše 25.671 oseb, t. i. izbrisanih
- 1993 – bombni napad na newyorški WTC
- 2002 – ustanovljena je bila slovenska Wikipedija
- 2004 – v letalski nesreči umre makedonski predsednik Boris Trajkovski
- 2006 – v Torinu konec dvajsetih zimskih olimpijskih iger

## Rojstva
- 1361 – Venčeslav IV., češki in nemški kralj († 1419)
- 1564 – Christopher Marlowe, angleški dramatik, pesnik, prevajalec (tega dne je bil krščen) († 1593)
- 1671 – Anthony Ashley Cooper, tretji grof Shaftesburijski, angleški politik in filozof († 1713)
- 1715 – Claude Adrien Helvétius, francoski filozof (možen datum rojstva tudi 26. januar) († 1771)
- 1780 – Christian Samuel Weiss, nemški mineralog in kristalograf († 1856)
- 1786 – François Jean Dominique Arago, katalonsko-francoski fizik, astronom, politik († 1853)
- 1799 – Benoit Paul Émile Clapeyron, francoski inženir, fizik († 1864)
- 1802 – Victor Hugo, francoski pisatelj († 1885)
- 1808 – Honoré-Victorin Daumier, francoski slikar, kipar (možen datum rojstva tudi 20. februar) († 1879)
- 1829 – Levi Strauss, nemško-ameriški industrialec, izumitelj džinsa († 1902)
- 1842 – Nicolas Camille Flammarion, francoski astronom († 1925)
- 1846 – William Frederick Cody - Buffalo Bill, ameriški lovec, vojak († 1917)
- 1852 – John Harvey Kellogg, ameriški zdravnik († 1943)
- 1869 – Nadežda Konstantinovna Krupska, ruska revolucionarka, političarka († 1939)
- 1873 – Hekigoto Kavahigaši, japonski pesnik († 1937)
- 1896 – Andrej Aleksandrovič Ždanov, ruski politik († 1948)
- 1909 – Talal bin Abdulah, jordanski kralj († 1972)
- 1910 – Sergej Georgijevič Gorškov, sovjetski admiral († 1988)
- 1918 – Theodore Sturgeon, ameriški pisatelj znanstvene fantastike († 1985)
- 1928 – Fats Domino, ameriški pevec R&B, glasbenik († 2017)
- 1932 – Johnny Cash, ameriški pevec countryja († 2003)
- 1954 – Recep Tayyip Erdoğan, turški politik, predsednik Turčije
- 1956 – Milan Babić, srbski politik († 2006)
- 1971 – Erykah Badu, afroameriška pevka R&B in hip-hopa

## Smrti
- 277 – Mani, perzijski prerok, voditelj manihejstva (* 216)
- 1076 – Godfrey III., lotarinški vojvoda in toskanski mejni grof
- 1154 – Roger II., sicilski kralj (* 1095)
- 1266 – Manfred Hohenstaufen, sicilski kralj (* 1232)
- 1275 – Margareta Angleška, škotska kraljica (* 1240)
- 1324 – Dino Compagni, italijanski (florentinski) zgodovinar, beli gvelf (* 1255)
- 1360 – Roger Mortimer, angleški vojskovodja, 2. grof March, 4. baron Mortimer (* 1328)
- 1522 – Cuauhtémoc, azteški vladar (* okoli 1495)
- 1577 – Erik XIV., švedski kralj (* 1533)
- 1770 – Giuseppe Tartini, italijanski violinist, skladatelj (* 1692)
- 1821 – Joseph-Marie, grof de Maistre, francoski kontrarevolucionar in konzervativni politični filozof (* 1753)
- 1878 – Pietro Angelo Secchi, italijanski duhovnik, astrofizik (* 1818)
- 1909 – Hermann Ebbinghaus, nemški psiholog (* 1850)
- 1969 – Karl Theodor Jaspers, nemški filozof, psihiater (* 1883)
- 1971 – Fernand Joseph Désiré Contandin - Fernandel, francoski gledališki in filmski igralec, komik (* 1903)
- 1978 – Artjom Izakovič Alihanjan, ruski fizik (* 1908)
- 1988 – Frane Miličinski - Ježek, slovenski pisatelj, gledališki igralec, gledališki režiser (* 1914)
- 2004 – Boris Trajkovski, makedonski politik (* 1956)

## Goduje
- sveti Porfirij
- sveta Matilda iz Hackeborna
- egiptovski mučenci v času cesarja Decija